# ديك ستيوارت (لاعب اتحاد الرغبي)
ديك ستيوارت (بالإنجليزية: Dick Stewart)‏ هو لاعب اتحاد الرغبي نيوزيلندي، ولد في 24 يناير 1871، وتوفي في 1 أغسطس 1931 في Orari, New Zealand ‏ في نيوزيلندا.